# 1940 Carmen
1940 Carmen es el séptimo álbum de estudio de la cantante chilenomexicana Mon Laferte, lanzado el 29 de octubre de 2021 por Universal Music México. Fue producido por la propia Laferte e incluye canciones tanto en español como en inglés. 1940 Carmen fue concebido durante el embarazo de Laferte y fue compuesto en Los Ángeles en un Airbnb donde ella vivía en ese momento, el nombre del álbum es la dirección del apartamento donde vivía, mientras que la portada es una selfi de primer plano tomada por Laferte frente a un espejo.

## Antecedentes
Tras el lanzamiento de «Algo es mejor» en octubre de 2021, el primer sencillo del álbum, Laferte anunció 1940 Carmen como su próximo proyecto que se lanzará más adelante en el año, el álbum fue lanzado el 29 de octubre de 2021, siendo su segundo álbum de estudio lanzado en 2021 después Seis, lanzado en abril. Desde marzo de 2021 hasta julio del mismo año, Laferte vivió en un Airbnb en Los Ángeles, donde supo que estaba embarazada y grabó el álbum.
Laferte había estado tratando de quedar embarazada durante un año y descubrió que cuando había sufrido radiación cáncer de tiroides en 2009, sus ovarios se vieron afectados, comenzó a tomar hormonas como parte de su tratamiento de fertilidad que impactó en su composición para el álbum. Laferte dijo que "era una inyección diaria de hormonas y que era muy sensible. Todo lo que he escrito o hecho realmente no tiene mucho plan, fue explosivo de mi parte querer hacer un disco".

## Composición
El álbum fue compuesto y producido por la propia Mon Laferte durante los cuatro meses que vivió en Los Ángeles y fue influenciado por el tratamiento que estaba recibiendo para quedar embarazada.
Presenta un sonido más minimalista en comparación con su álbum anterior, que fue inspirado en la música mexicana, y tiene letras más introspectivas e íntimas, la instrumentación también es más acústica que sus proyectos anteriores con la guitarra como instrumento principal para muchas de las canciones, el álbum extrae influencias de la música estadounidense como los años 60, explorando diversos géneros, como el pop en «Placer Hollywood», folk rock en «Good Boy» y country blues en «A Crying Diamond». También incluye temas en inglés,  como «Good Boy», «A Crying Diamond» y «Beautiful Sadness».
Se trata de temas de amor, cambio y maternidad, siendo un álbum "autobiográfico", la canción «Supermercado» se inspiró en una discusión que Laferte tuvo con su pareja en un supermercado, mientras que las canciones «Algo es mejor» y «Niña» tratan de su anhelo de convertirse en madre. Ambas canciones fueron escritas antes de que estuviera embarazada, «Algo es mejor» fue concebida mientras Laferte conducía por Malibu y pensó en sus deseos de quedar embarazada. La canción «A Crying Diamond» trata sobre la experiencia del abuso que sufrió Laferte cuando era adolescente.
Según ella, las hormonas que estaba tomando le permitieron escribir sobre temas más íntimos, dijo que "es algo que creo que nunca me habría atrevido a hacer una canción o contar, pero era tan hipersensible que escribí esa canción".

## Promoción
La canción «Algo es mejor» fue lanzada como sencillo el 1 de octubre de 2021, junto con un video musical. El 8 de febrero de 2022 se lanzó «Placer Hollywood» como segundo sencillo, acompañado de un video en vivo grabado para el Tiny Desk (Home).
El 9 de junio del mismo año, se lanzó el sencillo promocional «Supermercado», acompañado con un videoclip dirigido por Camila Grandi. Además, se lanzaron varios videos de presentaciones en vivo para diferentes canciones del álbum como «A Crying Diamond», que presentaba voces de acompañamiento e instrumentación de los músicos Renee, arroba nat, Bratty y Cancamusa.

## Recepción crítica
Thom Jurek de AllMusic le dio al álbum cuatro de cinco estrellas, escribiendo que "refleja los dones particulares de Laferte como compositor capaz de yuxtaponer conflictos, incluso emociones contradictorias y estados psicológicos, así como imbuir paisajes físicos e interacciones personales, sin importar cuán breves y/o casuales, con profundas implicaciones", también comentó que "aunque un giro de 180 grados de la música regional mexicana empleada en Seis, 1940 Carmen es igual en creatividad, profundidad emocional y ejecución".
Rodrigo Derbez de Indie Rocks! le dio al álbum siete sobre diez, escribiendo que si bien tiene puntos altos como «Supermercado» y «A Crying Diamond», el álbum no fue tan innovador o fresco como Seis, terminó la reseña con "1940 Carmen es una experiencia que se siente bien preparada, mucho más con una intención comercial que artística, aunque no significa que tampoco haya ningún corazón en este álbum, se siente tan limpio que es estéril".

## Historial de lanzamientos
| Región | Fecha                 | Formato(s)                    | Discográfica          | Ref.   |
| ------ | --------------------- | ----------------------------- | --------------------- | ------ |
| Varios | 29 de octubre de 2021 | CD descarga digital streaming | Universal Music Group | [ 25 ] |
| Varios | 4 de marzo de 2022    | LP                            | Polydor Records       | [ 26 ] |

## Lista de canciones
Todas las pistas fueron escritas y producidas por Mon Laferte.

| 1940 Carmen  |                     |          |  |
| N.º          | Título              | Duración |  |
| 1.           | «Placer Hollywood»  | 3:39     |  |
| 2.           | «Algo es Mejor»     | 4:00     |  |
| 3.           | «Good Boy»          | 5:16     |  |
| 4.           | «Supermercado»      | 3:34     |  |
| 5.           | «Niña»              | 4:23     |  |
| 6.           | «Beautiful Sadness» | 3:21     |  |
| 7.           | «Química Mayor»     | 3:51     |  |
| 8.           | «A Crying Diamond»  | 4:36     |  |
| 9.           | «No Soy Para Ti»    | 3:31     |  |
| 10.          | «Zombie»            | 3:35     |  |
| Total: 39:53 |                     |          |  |